# Arvīds Ķibilds
Arvīds Ķibilds (ur. 2 listopada 1895 w Rydze, zm. 9 listopada 1981 w Siguldzie) – łotewski lekkoatleta, olimpijczyk. Reprezentant klubów Marss, 2. RRB, LSB.
Uczestnik igrzysk olimpijskich w Paryżu (1924). Wystąpił tam w czterech konkurencjach. Odpadł w eliminacjach chodu na 10 km, uczestniczył także w pchnięciu kulą (19. miejsce), rzucie dyskiem (22. miejsce) i rzucie oszczepem (16. miejsce).
Mistrz Łotwy. Zdobywał tytuły mistrzowskie w pchnięciu kulą (1921, 1922, 1924), rzucie oszczepem (1923, 1924, 1925) i pięcioboju (1924). 15-krotny rekordzista Łotwy w pchnięciu kulą, rzucie oszczepem, rzucie dyskiem i sztafecie szwedzkiej.
Rekordy życiowe: pchnięcie kulą – 13,47 m (1924), rzut dyskiem – 39,31 m (1922), rzut oszczepem – 56,50 m (1925).